# Dan Immerfall
Daniel (Dan) James Immerfall (Madison (Wisconsin), 14 december 1955) is een voormalig Amerikaans langebaanschaatser. Hij was gespecialiseerd in de sprint afstanden 500 en 1000 meter. Hij was twee keer deelnemer aan de Olympische Winterspelen (in 1976 en 1980).
Dan Immerfall maakte al op 17-jarige leeftijd zijn internationale debuut op het WK Sprint van 1973 in Oslo, aan dit evenement zou hij nog tien maal deelnemen. Van de twaalf jaar dat de Amerikaan op wereldniveau actief was, was het jaar 1976 voor hem het succesvolst. Bij de Olympische Winterspelen van 1976 in Innsbruck reed hij op de 500 meter naar het brons en later dat jaar veroverde hij de zilveren medaille bij het WK Sprint in Berlijn.
Tegenwoordig is hij hoofdscheidsrechter bij de ISU.

## Records

### Persoonlijke records
| Afstand    | Tijd    | Datum            | Baan       |
| ---------- | ------- | ---------------- | ---------- |
| 500 meter  | 37,98   | 19 januari 1980  | Davos      |
| 1000 meter | 1.17,46 | 20 januari 1980  | Davos      |
| 1500 meter | 2.04,84 | 18 januari 1976  | Madonna    |
| 3000 meter | 4.41,29 | 15 januari 1978  | Milwaukee  |
| 5000 meter | 8.10,45 | 12 februari 1977 | Heerenveen |

### Wereldrecords
| Nr.  | Afstand              | Tijd  | Datum           | Baan                 |
| ---- | -------------------- | ----- | --------------- | -------------------- |
| jr1. | 500 meter (junioren) | 39,35 | 17 januari 1976 | Madonna di Campiglio |

## Resultaten
| Jaar | Olympische Spelen | WK Allround | WK Sprint | WK Junioren |
| ---- | ----------------- | ----------- | --------- | ----------- |
| 1973 |                   |             | 13e       |             |
| 1974 |                   |             | 26e       |             |
| 1975 |                   |             | 9e        |             |
| 1976 | 500m · 12e 1000m  |             | Zilver    | NC17        |
| 1977 |                   | NC25        | 9e        |             |
| 1978 |                   |             | 17e       |             |
| 1979 |                   |             | 8e        |             |
| 1980 | 5e 500m           |             | 12e       |             |
| 1981 |                   |             | NS3       |             |
| 1982 |                   |             |           |             |
| 1983 |                   |             | 27e       |             |
| 1984 |                   |             | 17e       |             |

NC# = niet gekwalificeerd voor de laatste afstand, maar wel als # geklasserd in de eindrangsschikking
NS# = niet gestart op de # afstand

### Medaillespiegel
| Kampioenschap     | Goud | Zilver | Brons |
| ----------------- | ---- | ------ | ----- |
| Olympische Spelen | 0    | 0      | 1     |
| WK Allround       | 0    | 0      | 0     |
| WK Sprint         | 0    | 1      | 0     |
| WK Junioren       | 0    | 0      | 0     |